# Julio Alberto Moreno
Julio Alberto Moreno Casas (Candás, Asturias, 7 de octubre de 1958) es un exfutbolista español. Desde 2003 imparte conferencias a jóvenes para concienciarles sobre el peligro de las adicciones.

## Biografía
Se formó como futbolista en las categorías inferiores del Atlético de Madrid, club con el que debutó en Primera División en el año 1977, el 20 de enero, contra la Real Sociedad, de la mano del entonces técnico madrileño Luis Aragonés, jugando de central. 
Jugó cuatro temporadas en el Atlético de Madrid, entre la 1977/78 hasta la 1981/82. Durante esos años no pudo ganar ningún título, pero destacó a nivel individual como uno de los laterales izquierdos más rápidos de España.
Julio Alberto siempre destacó por rapidez y habilidad, que le permitían hacer peligrosas incursiones ofensivas por la banda.
En verano de 1982 fichó por el F. C. Barcelona, al que llegó junto a su compañero del Atlético, e íntimo amigo Marcos Alonso. En el F. C. Barcelona alcanzaría su madurez profesional y todos los títulos de su carrera. En sus primeras dos temporadas coincidió con jugadores de la talla de Enrique Castro 'Quini', Diego Armando Maradona, Bernd Schuster, 'Lobo' Carrasco o Víctor Muñoz. No pudieron conseguir la Liga, pero sí la Copa de la Liga de 1982, la Copa del Rey de 1983 y la Supercopa de España de 1984.
En la temporada 1984/85, ya sin Maradona en el equipo, y con Terry Venables como entrenador, conquistó su primera Liga como profesional. A esa Liga le seguirían nuevos títulos, tanto nacionales como internacionales.
El único título que se le escapó a Julio Alberto, fue la Copa de Europa, a pesar de que la tuvo muy cerca, ya que disputó la final de Sevilla, el 7 de mayo de 1986, en que el F. C. Barcelona se enfrentó al conjunto rumano del Steaua de Bucarest. Julio Alberto, que jugó los noventa minutos de aquella final, vivió el día más amargo de su carrera deportiva al ver como al Barcelona se le escapaba el título en una fatídica tanda de penales.
Julio Alberto no sólo había realizado un excelente partido en aquella final, sino también a lo largo de toda la competición. Una de las imágenes más recordadas de su carrera es el gol que le marcó a la Juventus de Turín en el Camp Nou, de fuerte chut desde fuera del área, en el partido de ida de los cuartos de final. Aquel gol fue el del triunfo del Barcelona, que venció 1-0, y a la postre el que significaría la clasificación para semifinales.
Julio Alberto siempre anheló ganar la Copa de Europa, pero la mala suerte se volvió a cruzar en su camino. En 1991 decidió abandonar el F. C. Barcelona y retirarse del fútbol. La temporada siguiente, el 20 de mayo de 1992, el Barcelona ganó la Copa de Europa.
Debido a problemas personales cayó en una fuerte adicción a las drogas, que estuvieron a punto de costarle la vida en varias ocasiones. Desde entonces, y ya completamente recuperado, forma parte de la Fundación Fútbol Club Barcelona del Fútbol Club Barcelona; y trabaja para concienciar a los jóvenes sobre los peligros de las adicciones. Desde 2003 ha dado más de cuatrocientas conferencias a jóvenes en centros educativos, prisiones, centros de menores. En 2022 creó la asociación Relife, con la que pretende educar, prevenir e informar a jóvenes, docentes y padres sobre los riesgos de las adicciones, apoyado en la experiencia de especialistas en psicología, psiquiatría y coaching.

## Selección española
Sus buenas actuaciones en el F. C. Barcelona llamaron la atención del seleccionador español Miguel Muñoz, que en 1984 lo convocó por primera vez. Se convirtió en un titular fijo en la selección, entre 1984 y 1988. Durante esos cuatro años disputó un total de 34 encuentros, y tuvo la oportunidad de disputar, siempre como titular, la Eurocopa de Francia de 1984 (en la que España jugó la final), y la Copa Mundial de Fútbol de 1986 que se celebró en México, en la que España cayó en cuartos de final, ante Bélgica, en la tanda de penaltis.
Su último partido con la selección lo disputó el 24 de febrero de 1988 en Sevilla.

## Clubes
- Atlético Madrileño - (España) - 1975
- Recreativo de Huelva - (España) - 1977
- Atlético de Madrid - (España) - 1977 a 1982
- F. C. Barcelona - (España) - 1982 a 1991

## Títulos

### Campeonatos nacionales
- Liga española de fútbol F.C. Barcelona - (España) - 1985
- Liga española de fútbol F.C. Barcelona - (España) - 1991
- Copa del Rey F.C. Barcelona - (España) - 1983
- Copa del Rey F.C. Barcelona - (España) - 1988
- Copa del Rey F.C. Barcelona - (España) - 1990
- Supercopa de España F.C. Barcelona - (España) - 1984
- Copa de la Liga de España F.C. Barcelona - (España) - 1982
- Copa de la Liga de España F.C. Barcelona - (España) - 1986

### Copas internacionales
- Recopa de Europa F.C. Barcelona - (España) - 1989

### Participaciones en Copas del Mundo
- Copa Mundial de Fútbol de 1986, México - (España) - 1986

### Participaciones en la Eurocopa
- Eurocopa 1984, Francia - (España) - 1984

## Acción solidaria
Tras dejar los campos de fútbol llegó a caer en una verdadera depresión que le llevó a consumir estupefacientes. Ya totalmente recuperado, hoy trabaja para diversas fundaciones y organizaciones para evitar que los jóvenes caigan en el mundo de las drogas dando charlas y conferencias. Se ha erigido como la viva imagen de la fortaleza y la capacidad de rehabilitación personal y profesional. Ha sido y es un ejemplo para los fanes que tuvo en su época de futbolista.
En 2005 se sacó el título de entrenador. Está vinculado profesionalmente al Fútbol Club Barcelona desde la Fundació y a la labor social en el tercer mundo a través de Unicef.